# Лидо Кјатона-Стационе ди Палађано (Таранто)
Лидо Кјатона-Стационе ди Палађано (итал. Lido Chiatona-Stazione di Palagiano) је насеље у Италији у округу Таранто, региону Апулија.
Према процени из 2011. у насељу је живело 40 становника. Насеље се налази на надморској висини од 7 м.